# Diocesi di Viseu

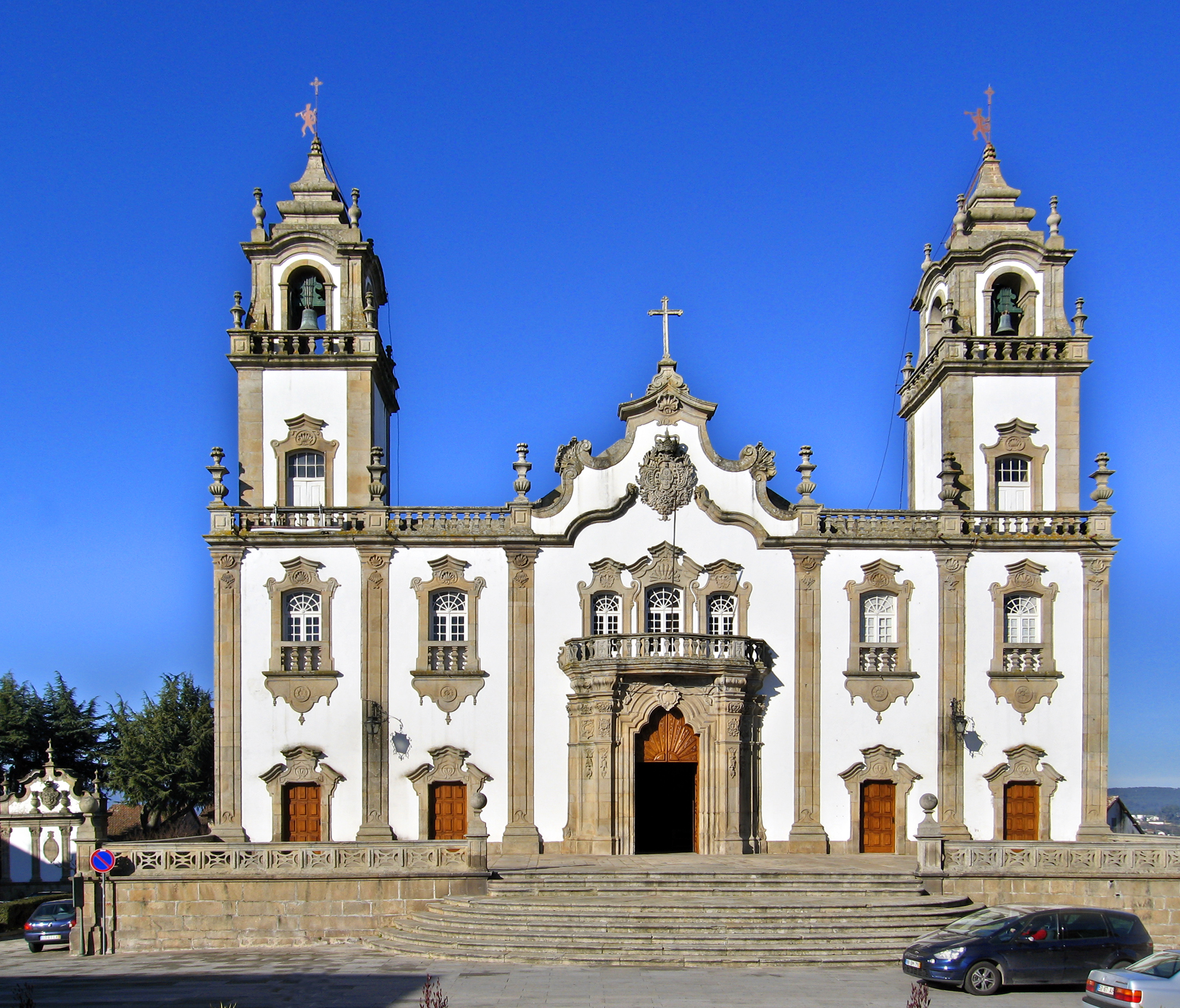
La chiesa della Misericordia di Viseu, del XVIII secolo.

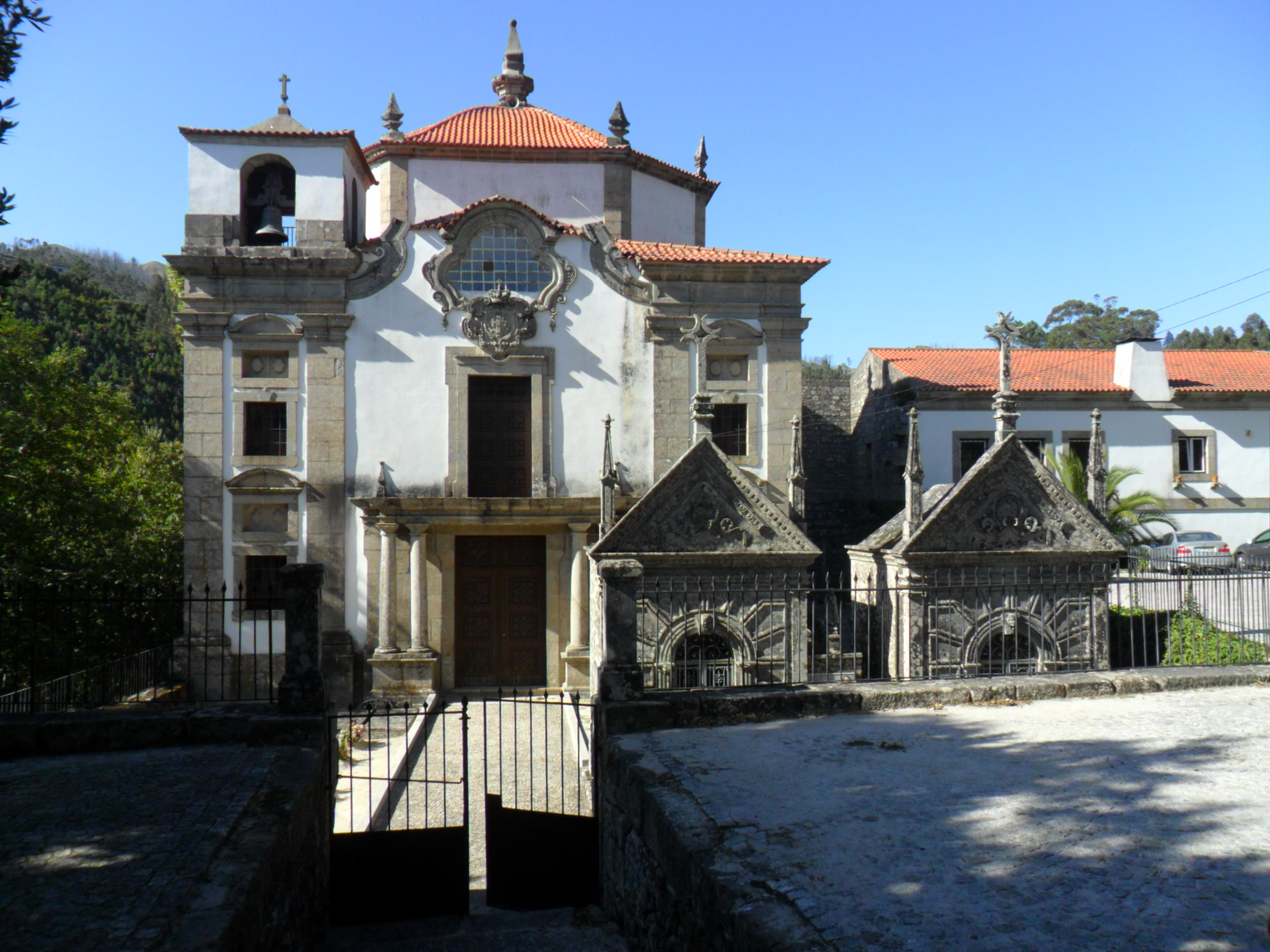
La chiesa del monastero cistercense di São Cristóvão de Lafões, nel comune di São Pedro do Sul, fondato nella prima metà del XII secolo, è tra i più antichi monasteri della diocesi di Viseu.

La diocesi di Viseu (in latino: Dioecesis Visensis) è una sede della Chiesa cattolica in Portogallo suffraganea dell'arcidiocesi di Braga. Nel 2022 contava 257.607 battezzati su 265.595 abitanti. È retta dal vescovo António Luciano dos Santos Costa.

## Territorio
La diocesi comprende la parte meridionale del distretto di Viseu.
Sede vescovile è la città di Viseu, dove si trova la cattedrale di Santa Maria.
Il territorio si estende su 3.400 km² ed è suddiviso in 208 parrocchie, raggruppate in 17 arcipresbiterati, a loro volta raggruppati in 5 zone pastorali:
- zona pastorale di Viseu, con gli arcipresbiterati di Viseu città, Viseu rurale I, Viseu rurale II e Môes;
- zona pastorale di Lafões, con gli arcipresbiterati di São Pedro do Sul, Oliveira de Frades e Vouzela;
- zona pastorale di Besteiros, con gli arcipresbiterati di Besteiros, Tondela e Santa Comba Dão;
- zona pastorale di Beira Alta, con gli arcipresbiterati di Carregal do Sal, Nelas, Mangualde e Fornos de Algodres;
- zona pastorale di Dão, con gli arcipresbiterati di Aguiar da Beira, Penalva do Castelo e Sátão.

## Storia
Non è possibile determinare quando il cristianesimo raggiunse la regione di Viseu e quando furono istituite le strutture ecclesiastiche. La diocesi è attestata a partire dalla seconda metà del VI secolo, durante la dominazione sueba. I primi riscontri documentali risalgono al 572, anno in cui il vescovo Remissol prese parte al concilio di Braga; è possibile tuttavia supporre che la diocesi esistesse già anche nel 561, anno del primo concilio di Braga. Originariamente era suffraganea dell'arcidiocesi di Augusta Emerita, capitale dell'antica provincia romana della Lusitania.
Il territorio originario era abbastanza vasto ed arrivava a comprendere anche la città di Augustóbriga, l'odierna città spagnola di Ciudad Rodrigo. Nel VII secolo Viseu cedette una porzione del proprio territorio a vantaggio dell'erezione della diocesi di Caliabria.
Nel 713/714 la città di Viseu fu conquistata dagli Arabi, che distrussero l'antica cattedrale diocesana. Scavi archeologici condotti nel 1987 hanno riportato alla luce resti di questo antico edificio del V-VI secolo. La città fu riconquistata dai cristiani nella seconda metà del IX secolo; in questa occasione fu ricostruita la cattedrale e restaurata la diocesi; in questo periodo riprende anche la serie dei vescovi, che era stata interrotta all'inizio dell'VIII secolo. Alla fine del X secolo Viseu venne nuovamente occupata dai Mussulmani e definitivamente liberata dai cristiani nel 1058.
Il 24 marzo 1101, a causa dell'estrema miseria del territorio dopo la reconquista, papa Pasquale II unì la diocesi di Viseu con quella di Coimbra in forza della bolla Apostolicae sedis, affidandola alle cure del vescovo Maurício, futuro antipapa con il nome di Gregorio VIII. La diocesi era di fatto governata da priori, delegati dal vescovo coimbricense; tra questi si ricordano Teodónio, che morì nel 1112; san Teotonio, attuale patrono della diocesi; infine Honório e Odório. Quest'ultimo divenne vescovo di Viseu, quando il re Afonso Henriques ristabilì nel 1147 la diocesi, separata da Coimbra.
Nel frattempo, il 27 febbraio 1120 la diocesi era entrata a far parte della provincia ecclesiastica dell'arcidiocesi di Braga per decisione di papa Innocenzo III, che aveva posto fine ad una lunga controversia tra i metropoliti di Braga e di Santiago.
Si deve al vescovo Egas (1288-1313) la ricostruzione della cattedrale nelle sue forme attuali. Il vescovo Luís do Amaral si distinse al concilio di Basilea per la sua adesione alle idee conciliariste, che gli costò la deposizione dalla sede di Viseu nel 1439. Nel Cinquecento si distinse il particolare il vescovo Miguel da Silva, grande erudito, ambasciatore del governo portoghese a Roma, creato infine cardinale. I vescovi Jorge de Ataíde e Nuno de Noronha furono i primi ad attuare le decisioni riformatrici del concilio di Trento; a Nuno de Noronha si deve inoltre l'istituzione del seminario diocesano, il primo del Portogallo (1587).
La diocesi rimase vacante per lungo tempo tra il 1639 ed il 1670, a causa delle difficoltà che incontrò la Santa Sede a riconoscere l'indipendenza del Portogallo nel 1640, per le pressioni del governo spagnolo. Altri due periodi di sede vacante si produssero nel Settecento, per un totale di 25 anni, a causa di disaccordi tra la Santa Sede ed il governo portoghese.
Il 10 luglio 1770 Viseu cedette una porzione del suo territorio, comprensiva degli arcipresbiterati di Castelo Mendo, Pinhel e Trancoso per un totale di 92 parrocchie, a vantaggio dell'erezione della diocesi di Pinhel.
Nel 1881, in occasione del riordino delle diocesi portoghesi compiuto con la bolla Gravissimum Christi di papa Leone XIII, la diocesi contava 208 parrocchie con 246.242 fedeli.
Il 24 agosto 1938 ha ceduto un'ulteriore porzione di territorio, il comune di Sever do Vouga, a vantaggio della restaurazione della diocesi di Aveiro.

## Cronotassi dei vescovi
Si omettono i periodi di sede vacante non superiori ai 2 anni o non storicamente accertati.
- Remissol † (menzionato nel 572)
- Sunila † (menzionato nel 589)
- Gundemaro † (menzionato nel 610)
- Lauso † (menzionato nel 633)
- António † (menzionato nel 636)[3]
- Firmo, Farno o Farnio † (prima del 638 - dopo il 646)
- Vadila † (prima del 653 - dopo il 656)
- Reparato † (prima del 681 - dopo il 683)
- Viliefonso o Vilcifonso † (menzionato nel 688)
- Teofredo o Teodofredo † (menzionato nel 693)
  - Sede vacante
- Teodomiro † (876 ? - 905)[4]
- Gundemiro † (menzionato nel 905)
- Anserico o Sabarico † (menzionato nel 922)
- Salomão † (prima del 928 - dopo il 931)
- Dulcídio † (prima del 937 - dopo il 951)
- Hermenegildo † (prima del 961 - dopo il 968)
- Iquila o Iquiliano † (prima del 974 - dopo il 981)
  - Sede vacante
- Gomes † (menzionato nel 1050)
- Sisnando † (prima del 1058 - dopo il 1061)
  - Sede unita a Coimbra (1101-1147)
  - Maurício[5] † (menzionato nel 1102)
  - San Teotónio † (menzionato nel 1112)
  - Honório †
  - Odório † (prima del 1140 - 1147 nominato vescovo)
- Odório † (1147 - 7 dicembre 1166 deceduto)
- Gonçalo † (1166 - 1169)
- Marcos † (menzionato nel 1170 circa)
- Godinho Soares † (1173 - 22 dicembre 1179 deceduto)
- João Pires † (1179 - 7 luglio 1192 deceduto)
- Nicolau † (1193 - 25 ottobre 1213 deceduto)
- Fernando Raimundes † (1213 - 1º febbraio 1214 deceduto)
- Bartolomeu † (1º novembre 1214 - 5 settembre 1222 deceduto)
- Fulano † (1224 - dopo il 1230 dimesso?)
- Gil † (prima del 1235 - dopo il 1245)
- Pedro Gonçalves † (16 gennaio 1249 - 1254)
- Mateus † (6 agosto 1254 - 1268 nominato vescovo di Coimbra)
  - Sede vacante (1268-1275)
- Mateus † (1275 - dopo il 17 marzo 1287 deceduto) (per la seconda volta)
- Egas † (2 ottobre 1288 - 16 marzo 1313 deceduto)
- Martinho † (luglio 1313 - 1323 deceduto)
- Gonçalo † (19 gennaio 1323 - dopo il 23 agosto 1328 deceduto)
- Miguel Vivas † (27 marzo 1329 - 1332)
- João Watrelos, O.Cist. † (1333 - ? deceduto)
- João † (8 luglio 1349 - dopo il 1362 deceduto)[6]
- Gonçalo de Figueiredo † (2 luglio 1365 - ? deceduto)
- João Martins † (7 novembre 1373 - ?)
- Pedro Lourenço † (? - 1385)
- João Homem † (1º gennaio 1386 - 1425 deceduto)
- Garcia de Menezes † (10 aprile 1426 - 1430 deceduto)
- Luís Gonçalves do Amaral † (11 marzo 1431 - 9 settembre 1439 deposto)
- Luís Coutinho † (9 settembre 1439 - 1º aprile 1444 nominato vescovo di Coimbra)
- João Vicente, C.R.S.J.E. † (1º aprile 1444 - 1463 deceduto)
- Gomes de Abreu † (12 agosto 1463 - 16 febbraio 1482 deceduto)
- Fernando Gonçalves de Miranda † (22 maggio 1482 - 1505 deceduto)
- Jorge da Costa ? † (inizio 1505 - prima di giugno 1505)[7]
- Diego de Ortiz de Vilhegas † (27 giugno 1505 - 1519 deceduto)
- Afonso de Portugal † (23 febbraio 1519 - 20 febbraio 1523 nominato vescovo di Évora e arcivescovo di Lisbona)
- João de Chaves, O.F.M. † (9 settembre 1524 - 1525 deceduto)
- Miguel da Silva † (21 novembre 1526 - 22 aprile 1547 dimesso)
  - Alessandro Farnese † (22 aprile 1547 - 27 giugno 1552 dimesso) (amministratore apostolico)
- Gonçalo Pinheiro † (27 giugno 1552 - novembre 1567 deceduto)
- Jorge de Ataíde † (23 luglio 1568 - 1578 dimesso)
- Miguel de Castro † (4 luglio 1578 - 26 febbraio 1586 nominato arcivescovo di Lisbona)
- Nuno de Noronha † (21 maggio 1586 - 22 agosto 1594 nominato vescovo di Guarda)
- António de Sousa, O.P. † (22 agosto 1594 - 1º maggio 1596 deceduto)
- João de Bragança † (1º febbraio 1599 - 4 febbraio 1609 deceduto)
- João Manuel de Ataíde † (9 dicembre 1609 - 19 febbraio 1625 nominato vescovo di Coimbra)
- João de Portugal, O.P. † (1º dicembre 1625 - 26 febbraio 1629 deceduto)
- Bernardino de Senis (Sena), O.F.M. † (16 dicembre 1630 - 5 ottobre 1632 deceduto)
- Miguel de Castro † (19 dicembre 1633 - 27 ottobre 1634 deceduto)
- Dinis de Melo e Castro † (14 maggio 1636 - 7 febbraio 1639 nominato vescovo di Guarda)
  - Sede vacante (1639-1670)
- Manuel de Saldanha † (22 dicembre 1670 - 26 dicembre 1671 deceduto)
- João de Melo † (17 luglio 1673 - 24 aprile 1684 nominato vescovo di Coimbra)
- Richard Russell † (10 settembre 1685 - 5 novembre 1693 deceduto)
- Jerónimo Soares † (30 agosto 1694 - 18 gennaio 1720 deceduto)
  - Sede vacante (1720-1740)
- Júlio Francisco de Oliveira † (2 gennaio 1741 - 26 dicembre 1765 deceduto)
  - Sede vacante (1765-1770)
- Francisco Mendo Trigoso † (6 agosto 1770 - 19 settembre 1778 deceduto)
- José António Barbosa Soares † (1º marzo 1779 - 25 novembre 1782 deceduto)
- José do Menino Jesus (Deus), O.C.D. † (18 luglio 1783 - 14 gennaio 1791 deceduto)
- Francisco Monteiro Pereira de Azevedo † (19 dicembre 1791 - 3 febbraio 1819 deceduto)
- Francisco Alexandre Lobo, O.S.B. † (29 maggio 1820 - 9 settembre 1844 deceduto)
- José Joaquim de Azevedo e Moura † (19 gennaio 1846 - 16 giugno 1856 nominato arcivescovo di Braga)
- José Manuel de Lemos † (18 settembre 1856 - 27 settembre 1858 nominato vescovo di Coimbra)
- José Xavier de Cerveira e Sousa † (15 aprile 1859 - 15 marzo 1862 deceduto)
- António Alves Martins, O.F.M. † (25 settembre 1862 - 5 febbraio 1882 deceduto)
- José Dias Correia de Carvalho † (9 agosto 1883 - 2 luglio 1911 deceduto)
- António Alves Ferreira † (2 luglio 1911 succeduto - 29 gennaio 1927 deceduto)
- José da Cruz Moreira Pinto † (9 maggio 1928 - 12 novembre 1964 deceduto)
- José Pedro da Silva † (13 febbraio 1965 - 14 settembre 1988 dimesso)
- António Ramos Monteiro, O.F.M.Cap. † (14 settembre 1988 succeduto - 3 aprile 2004 deceduto)
- António Augusto dos Santos Marto (22 aprile 2004 - 22 aprile 2006 nominato vescovo di Leiria-Fátima)
- Ilídio Pinto Leandro † (10 giugno 2006 - 3 maggio 2018 dimesso)
- António Luciano dos Santos Costa, dal 3 maggio 2018

## Statistiche
La diocesi nel 2022 su una popolazione di 265.595 persone contava 257.607 battezzati, corrispondenti al 97,0% del totale.
| anno | popolazione | popolazione | popolazione | presbiteri | presbiteri | presbiteri | presbiteri                | diaconi | religiosi | religiosi | parrocchie |
| anno | battezzati  | totale      | %           | numero     | secolari   | regolari   | battezzati per presbitero | diaconi | uomini    | donne     | parrocchie |
| ---- | ----------- | ----------- | ----------- | ---------- | ---------- | ---------- | ------------------------- | ------- | --------- | --------- | ---------- |
| 1950 | 300.000     | 300.498     | 99,8        | 225        | 225        |            | 1.333                     |         |           | 127       | 201        |
| 1969 | 305.488     | 306.434     | 99,7        | 228        | 219        | 9          | 1.339                     |         | 11        | 196       | 151        |
| 1980 | 316.000     | 329.000     | 96,0        | 193        | 185        | 8          | 1.637                     |         | 11        | 167       | 203        |
| 1990 | 315.000     | 326.000     | 96,6        | 198        | 185        | 13         | 1.590                     |         | 16        | 140       | 205        |
| 1999 | 269.519     | 280.709     | 96,0        | 187        | 165        | 22         | 1.441                     |         | 29        | 134       | 207        |
| 2000 | 272.355     | 283.703     | 96,0        | 184        | 163        | 21         | 1.480                     |         | 37        | 137       | 207        |
| 2001 | 313.776     | 330.291     | 95,0        | 184        | 165        | 19         | 1.705                     |         | 36        | 131       | 207        |
| 2002 | 254.202     | 267.581     | 95,0        | 183        | 163        | 20         | 1.389                     |         | 36        | 128       | 207        |
| 2003 | 278.773     | 293.445     | 95,0        | 176        | 156        | 20         | 1.583                     |         | 40        | 128       | 207        |
| 2004 | 270.463     | 284.698     | 95,0        | 173        | 152        | 21         | 1.563                     |         | 39        | 128       | 229        |
| 2010 | 261.700     | 270.000     | 96,9        | 159        | 144        | 15         | 1.645                     |         | 21        | 135       | 208        |
| 2014 | 263.500     | 272.000     | 96,9        | 151        | 135        | 16         | 1.745                     | 10      | 22        | 135       | 208        |
| 2017 | 257.000     | 265.331     | 96,9        | 140        | 124        | 16         | 1.835                     | 9       | 23        | 79        | 208        |
| 2020 | 258.000     | 266.000     | 97,0        | 132        | 116        | 16         | 1.954                     | 9       | 35        | 78        | 208        |
| 2022 | 257.607     | 265.595     | 97,0        | 131        | 113        | 18         | 1.966                     | 12      | 28        | 53        | 208        |